# Ocepesuchus
Ocepesuchus (nombre que significa "cocodrilo de Ocepe", en referencia a la OCP, u Office Chérifien des Phosphates, una compañía minera de fosfatos que participó en la excavación del espécimen) es un género extinto de crocodiliano gavialoideo, relacionado con los actuales gaviales. Vivió durante el Cretácico Superior en Marruecos. Descrito por Jouve y colaboradores en 2008, su especie tipo es O. eoafricanus, cuyo nombre significa "africano antiguo" en referencia a su gran edad en comparación con otros crocodilianos verdaderos conocidos de África.
Ocepesuchus está basado en el holotipo OCP DEK-GE 45, un cráneo casi completo pero aplastado encontrado en rocas que datan del pio del Maastrichtiense (final del Cretácico) en la cuenca Oulad Abdoun, en las vecindades de Khouribga, Marruecos. Se ha interpretado que este individuo sería un adulto pequeño. Carece del final del hocico y parte de la superficie inferior del cráneo. Las partes preservadas miden poco menos de 25 centímetros de largo, y casi 12 centímetros de ancho en su margen posterior, pero el hocico se hace más estrecho, apenas midiendo un tercio de eso. Jouve y colaboradores llevaron a cabo un análisis cladístico incorporando a este nuevo taxón, encontrando que Ocepesuchus es un gavialoideo.